# 포기와 베스 (영화)
《포기와 베스》(Porgy and Bess)는 미국에서 제작된 오토 프레민저 감독의 1959년 드라마, 뮤지컬, 멜로/로맨스 영화이다. 1935년 오페라 포기와 베스에 기반을 둔다. 시드니 포이티어 등이 주연으로 출연하였고 새뮤얼 골드윈 등이 제작에 참여하였다.

## 줄거리
1900년대 초반 사우스캐롤라이나주 찰스턴의 가상의 캣피시 로우 지역을 배경으로 하며, 이곳은 흑인 어촌 공동체의 보금자리이다. 이야기는 주인공인 곱사등이 거지 포기와 마약 중독자인 베스에게 초점을 맞춘다. 포기는 염소가 끄는 수레를 타고 다니며, 베스는 지역 폭력배인 하역노동자 크라운과 함께 산다. 스포츠인 라이프가 공급한 코카인에 취한 크라운은 주사위 게임에서 자신을 이긴 로빈스를 죽이고, 베스는 크라운에게 도망치라고 재촉한다. 스포츠인 라이프는 베스에게 자신과 함께 뉴욕으로 가자고 제안하지만, 베스는 거절한다. 그녀는 이웃들에게 피난처를 구하지만, 모두 그녀를 돕는 것을 거부한다. 포기가 마침내 그녀를 자신과 함께 지내게 해준다.
베스와 포기는 함께 살림을 꾸리고 곧 사랑에 빠진다. 키티와섬에서 열리는 교회 소풍 직전에 스포츠인 라이프가 다시 베스에게 접근하지만, 포기는 그에게 그녀를 내버려 두라고 경고한다. 베스는 포기가 자신의 장애 때문에 소풍에 참석할 수 없으므로 그와 함께 있고 싶어하지만, 포기는 그녀에게 가라고 재촉한다. 소풍이 끝나고 베스가 떠나기 전에, 섬 숲에 숨어 있던 크라운이 그녀와 마주친다. 그녀는 처음에는 그를 저항하려고 애쓰지만 크라운은 그녀를 강간한다. 다른 사람들은 무슨 일이 일어났는지 모른 채 본토로 돌아간다.
이틀 후, 베스는 섬망 상태로 캣피시 로우로 돌아온다. 정신을 차린 그녀는 무슨 일이 일어났는지 기억한다. 포기를 배신했다고 느끼며 그의 용서를 구한다. 그녀는 크라운을 저항할 수 없다고 인정하고 포기에게 자신을 그로부터 보호해 달라고 부탁한다. 크라운은 결국 자신의 여자를 되찾으러 돌아오고, 칼을 뽑자 포기는 그를 목 졸라 죽인다. 그는 시신을 확인하기 위해 경찰에 구금되지만, 베스에게 코카인을 먹인 스포츠인 라이프는 포기가 무심코 자신이 살인자임을 드러낼 것이라고 설득한다. 약에 취한 상태에서 그녀는 결국 그와 함께 뉴욕으로 가자는 제안을 받아들인다. 포기가 돌아와 그녀가 사라진 것을 발견하자, 그는 그녀를 찾아 나선다.

## 출연

### 주연
- 시드니 포이티어
- 도러시 댄드리지

### 조연
- 새미 데이비스 주니어
- 펄 베일리
- 브록 피터스
- 다이앤 캐럴
- 루스 애터웨이
- 클래런스 뮤즈
- 이반 딕슨
- 로이 글렌
- 모리스 맨슨
- 클로드 에이킨스

## 기타
- 미술: 올리버 스미스
- 의상: 아이린 섀러프